# Bauhausausstellung von 1923

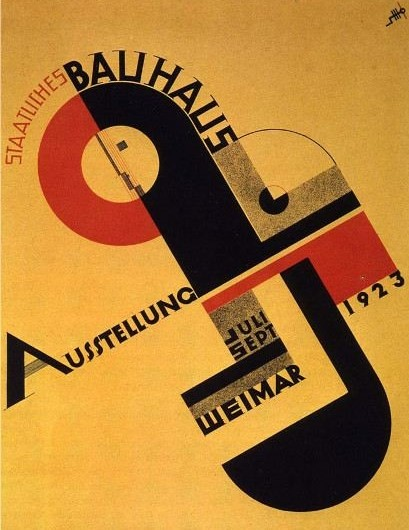
Plakat zur Bauhausausstellung 1923 in Weimar, entworfen von Joost Schmidt und hergestellt in der Bauhausdruckerei

Die Bauhausausstellung von 1923 war die erste öffentliche Präsentation des 1919 als Kunstschule gegründeten Staatlichen Bauhauses. Sie fand vom 15. August bis zum 30. September 1923 an drei Standorten in Weimar statt und zeigte am Bauhaus entstandene Arbeiten. Die Ausstellungsstandorte waren die Gebäude des Staatlichen Bauhauses, das Landesmuseum und das Musterhaus Am Horn. Die sechswöchige Ausstellung hatte etwa 15.000 Besucher.

## Entstehung
Seit seiner Gründung 1919 war das Bauhaus wiederholt massiver öffentlicher Kritik ausgesetzt. Im Juni 1922 gewährte die thüringische Landesregierung dem Bauhaus einen größeren Kredit mit der Auflage, der Öffentlichkeit die Ergebnisse des bisherigen Schaffens in einer Leistungsschau zu präsentieren. Eine erste Ausstellungskonzeption lag im September 1922 vor. Zur Ausrichtung der Ausstellung wurde im Oktober 1922 bauhausintern eine Kommission berufen, der die Meister Oskar Schlemmer, Georg Muche und Josef Hartwig sowie der Geselle Kurt Schwerdtfeger und der Lehrling Marcel Breuer angehörten. Mit der Berufung der Ausstellungskommission rief der Direktor des Bauhauses, Walter Gropius, den Ausnahmezustand aus. Demzufolge sollte jeder einzelne, wie auch die Werkstätten, seine Arbeit in Beziehung zur Ausstellung setzen. Im Bauhaus war die geplante Ausstellung anfangs umstritten, weil sie mangels vorzeigbarer Ergebnisse als verfrüht empfunden wurde. Die Werkstätten des Bauhauses arbeiteten erst seit 1922 reibungslos.
Die Ausstellung wurde in 120 deutschen Bahnhöfen mit einem von Joost Schmidt entworfenen und in der Bauhausdruckerei hergestellten Plakat mit dem Bauhaus-Signet von Oskar Schlemmer beworben. Das Plakat nannte als Ausstellungsdaten die Monate Juli bis September. Diese Angabe wurde später mit einem Aufkleber aktualisiert, da die Ausstellung verspätet erst im August begann.

## Ablauf

### Auftakt

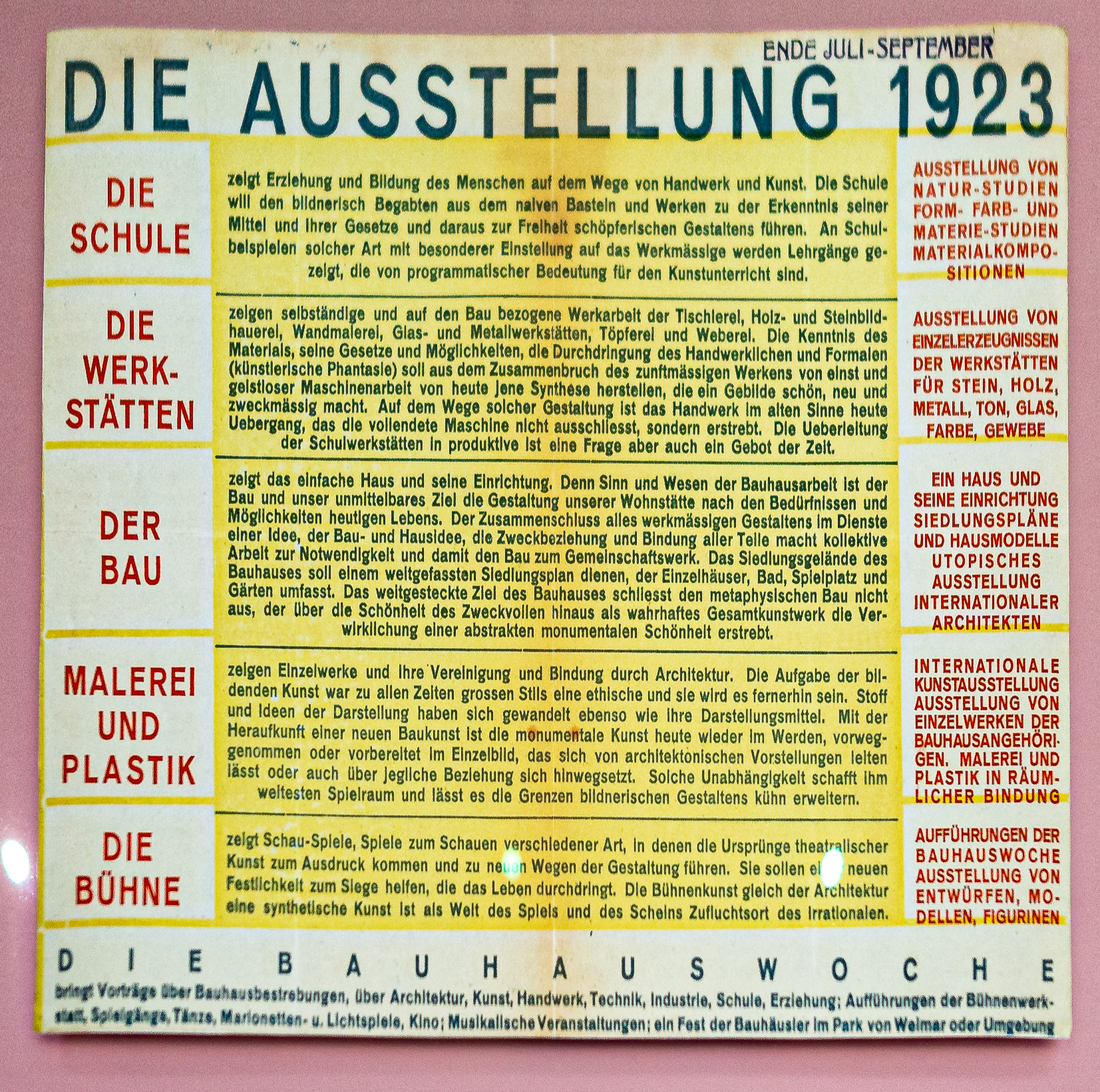
Werbeblatt zur Ausstellung von Oskar Schlemmer

Die Ausstellung wurde am 15. August 1923 mit einem Monat Verspätung in Anwesenheit des Reichskunstwarts Edwin Redslob eröffnet. Auftakt und kulturelles Begleitprogramm war die fünftägige „Bauhauswoche“. Der Bauhausdirektor Walter Gropius eröffnete sie mit einem Vortrag über Kunst und Technik – eine neue Einheit, womit er einen strategischen Kurswechsel des Bauhauses proklamierte. Dabei wandte sich die Einrichtung von der Handwerksorientierung ab und richtete sich auf die Entwicklung von Prototypen für die industrielle Serienfertigung aus. Während der „Bauhauswoche“ referierte Wassily Kandinsky Über synthetische Kunst. Der Rotterdamer Architekt und De-Stijl-Künstler Pieter Oud hielt einen Vortrag über die Entwicklung der modernen Baukunst in Holland. Das Deutsche Nationaltheater war der Aufführungsort von Oskar Schlemmers Triadischem Ballett. Weitere Darbietungen der Auftaktwoche waren ein Konzert mit sechs Klavierstücken, darunter vier Uraufführungen von Ferruccio Busoni und die Erstaufführung der Marienlieder von Paul Hindemith. Im zuvor von Walter Gropius umgebauten Jenaer Stadttheater hatte Kurt Schmidts Mechanisches Ballett Premiere. Die Woche endete mit einer Matinee. Dabei erfolgte unter der Leitung von Hermann Scherchen die Wiederholung der Erstaufführung von Strawinskis Geschichte vom Soldaten. Am Abend gab es einen Lampionumzug und Feuerwerk sowie eine Vorführung der Reflektorischen Farbenlichtspiele von Ludwig Hirschfeld-Mack.

### Ausstellung

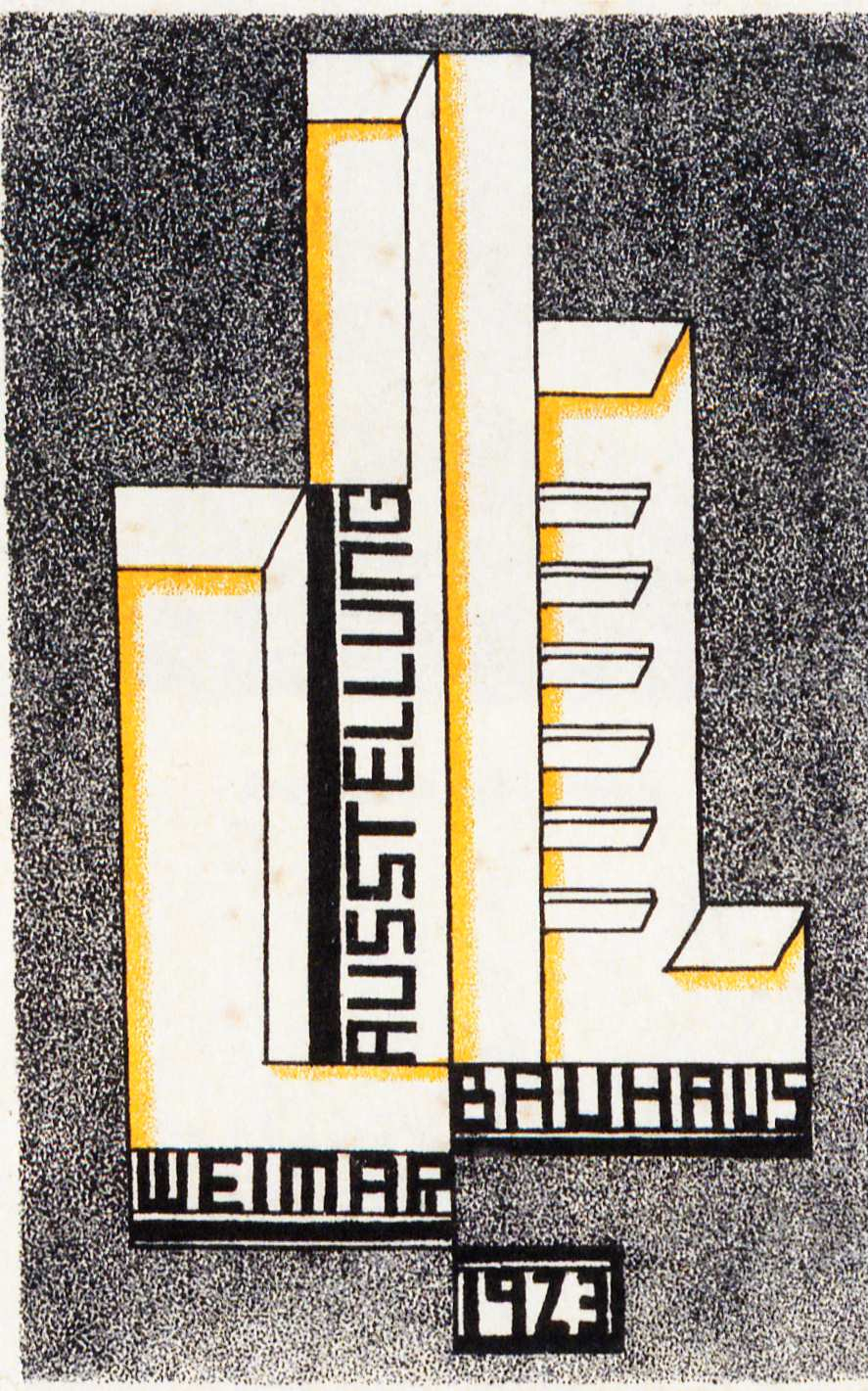
Bauhaus-Karte von Farkas Molnár als Künstlerpostkarte

Im Gebäude des Staatlichen Bauhauses wurden Raumumgestaltungen, wie das kleine Treppenhaus und die Flure, sowie das Gropius-Zimmer präsentiert. In den übrigen Räumen waren Arbeiten der Werkstätten ausgestellt. Im Werkstattgebäude wurde das von Oskar Schlemmer umgestaltete Vestibül gezeigt. Dort waren auch Ergebnisse aus der Holz- und Steinbildhauerei zu sehen. Der Bauhausausstellung war eine internationale Architekturausstellung angegliedert. Sie zeigte Fotografien, Modelle und Entwurfszeichnungen von Vertretern des Neuen Bauens, wie Walter Gropius, Mies van der Rohe, Le Corbusier, Pieter Oud und Frank Lloyd Wright.
Im Landesmuseum wurden malerische und plastische Einzelwerke von Meistern, Gesellen und Lehrlingen gezeigt.
Eine weitere Ausstellungsstation war das Musterhaus Am Horn als wohnfertiges Einfamilienhaus. Es war eigens für die Ausstellung innerhalb von vier Monaten errichtet worden. Im Musterhaus wurden die Auffassungen des Bauhauses zu Architektur, Möbeln, Design und Farbe erstmals gebündelt vorgestellt. Es war das Ergebnis der Zusammenarbeit aller Werkstätten am Bauhaus.
Zur Ausstellung erschienen die Weimarer Bauhaus-Karten als 20 verschiedene Künstlerpostkarten. Sie waren von Mitarbeitern und Schülern des Bauhauses entworfen worden, unter anderem von Paul Klee, Wassily Kandinsky und Lyonel Feininger. Die Druckvorbereitung fand in der Bauhausdruckerei statt.
Zur Ausstellung erschien das Manifest Staatliches Bauhaus in Weimar 1919–1923 als Buch mit einem Einbandentwurf von Herbert Bayer in einer Auflage von 2600 Exemplaren. Je 300 Exemplare waren in englischer und russischer Sprache hergestellt. Zur Herausgabe des Buches wurde 1923 eigens der Bauhausverlag gegründet. Der aufwendig gestaltete Band ist die erste umfassende programmatische Publikation des Bauhauses, in der sich neben ausführlichen Darstellungen der Arbeit der Werkstätten auch Texte von Walter Gropius, Wassily Kandinsky, Paul Klee und Oskar Schlemmer sowie der grundlegende Beitrag über Die neue Typographie von László Moholy-Nagy nebst Original-Lithographien der Künstler finden.

## Resonanz
Die Ausstellung war kein finanzieller Erfolg, da die Inflation 1923 ihren Höhepunkt hatte. Sie war aber durch die starke Resonanz in der Öffentlichkeit ein publizistischer Erfolg. Das politisch links und liberal eingestellte Lager zeigte großes Interesse an den gestalterischen und pädagogischen Zielen des Bauhauses. Konservative Kreise fühlten sich durch die Ausstellung in ihrer Ablehnung gegenüber dem Bauhaus bestärkt. Umfängliches Lob in der Presseberichterstattung erhielten die Marienlieder von Paul Hindemith, die in der einleitenden Bauhauswoche zu hören waren. Das Mechanische Kabarett sorgte im Publikum eher für Irritation als für Bewunderung. Bei den Werkstattarbeiten fanden vor allem Arbeiten der Keramischen Werkstatt in Dornburg sowie der Werkstatt für Weberei und der Metallwerkstatt Zuspruch. Das Musterhaus Am Horn wurde von der Presse als wichtiger Teil der Ausstellung angesehen, aber differenziert betrachtet. Die äußere Form wurde zum Teil verrissen, die Kompaktheit im Inneren dafür gelobt.